# 나폴리 국제공항
나폴리 국제공항(Naples International Airport, IATA: NAP, ICAO: LIRN, 이탈리아어: Aeroporto Internazionale di Napoli)은 나폴리, 그리고 캄파니아주의 이탈리아 남부 지역을 관할하는 국제공항이다. 2019년 자료에 따르면 이 공항은 이탈리아에서 5번째로 분주한 공항이며 이탈리아 남부에서는 1번째로 분주한 공항이다. 이지젯, 라이언에어, 볼로티의 기지 역할을 한다.

## 통계
연간 승객 수 통계 (2000 ~ 2017년):
- 2000: 4,136,508명 (+13%)
- 2001: 4,003,001명 (−3.2%)
- 2002: 4,132,874명 (+3.2%)
- 2003: 4,587,163명 (+11%)
- 2004: 4,632,388명 (+1%)
- 2005: 4,588,695명 (−0.9%)
- 2006: 5,095,969명 (+11.1%)
- 2007: 5,775,838명 (+13.3%)
- 2008: 5,642,267명 (−2.3%)
- 2009: 5,322,161명 (−5.7%)
- 2010: 5,584,114명 (+4.9%)
- 2011: 5,768,873명 (+3.3%)
- 2012: 5,801,836명 (+0.6%)
- 2013: 5,444,422명 (−6.2%)
- 2014: 5,960,035명 (+9.5%)
- 2015: 6,163,188명 (+3.4%)
- 2016: 6,775,988명 (+9.9%)
- 2017: 8,577,507명 (+26,6%)
- 2018: 9,932,029명 (+15,8%)
- 2019: 10,860,068명 (+9,3%)